# Lesuaben (Mude)
Lesuaben (Lesu-Aben) ist ein osttimoresischer Ort im Suco Meligo (Verwaltungsamt Cailaco, Gemeinde Bobonaro). Er liegt im Osten der Aldeia Mude, auf einer Meereshöhe von 843 m, zwischen den Bergen Leolaco im Süden und Lesululi im Norden. Nördlich fließt der Sahalolo, der zum System des Nunura gehört. Auf der anderen Seite des kleinen Wasserlaufs liegt das Dorf Baleo.
Eine Piste verbindet Lesuaben, dessen Häuser sehr verstreut liegen, mit Lisuabe im Südwesten. Zwischen Lisuabe und Lesuaben liegen mehrere kleine Siedlungen und Einzelhäuser. Es ist nicht klar ob alle diese Siedlungen eigentlich ein gemeinsames Dorf bilden oder zwei getrennte Orte mit ähnlichen Namen, wie es Landkarten von 2008 angeben.